# Pseudolimnophila spatiosa
Pseudolimnophila spatiosa är en tvåvingeart som beskrevs av Alexander 1965. Pseudolimnophila spatiosa ingår i släktet Pseudolimnophila och familjen småharkrankar. Inga underarter finns listade i Catalogue of Life.